# Верила (гора)
Верила — гора в західній Болгарії, належить до гірського хребта Русе-Верила. Вона розташована на території трьох областей: Софійської, Перницької та Кюстендилської.
Гора тягнеться з північного заходу на південний схід близько 20 км, ширина близько 12 км. Є орографічним зв'язком між горою Вітоша на півночі, яка з'єднується через Букапреслапську сідловину (1090 м) і горами Рила на півдні — поєднанням через Клисурську сідловину (1025 м). На північному заході спускається до Радомирської, на південному заході — до Дупницької котловини, а на північному сході — до історико-географічного району Палакарія (верхня частина Самоківської котловини).
Хребет гори вирівняний і її схили короткі, але глибоко розсічені. Її найвища точка — пік Голям Дебелець (1414,5 м), що на схід від села Яребковиця. Вона побудована з кристалічних порід — гнейсів і сланців. Клімат континентальний з холодною зимою і відносно прохолодним літом. На хребті гори проходить головний водорозділ Болгарії між водозборами Чорного та Егейського морів. Води на північно-східних схилах течуть до річки Палакарія (ліва притока Іскира), а на південному заході — до річок Арката, Тополниця і Джубрена басейну Струми. Річки Арката і Тополниця починаються на Верілі. Переважають коричневі і світло-коричневі ґрунти. Гора заросла невеликими широколистяними лісами переважно з бука, дуба, граба і т. д. Але її південно-західні схили сильно вирубані.
Біля підніжжя гори сім сіл Белчин, Клисура, Лисець та Яребковиця Софійської області, Горішня Диканя і Дрен Перницької і Тополниця Кюстендильскої області.
Гора мало відома туристам. Тут немає гірських притулків, крім «Белчинського раю». Уздовж хребта проходить туристичний маршрут E4, який з'єднує Вітошу, Вірилу, Рили, Пирин і Славянку. Гора включена до системи природоохоронних територій NATURA 2000 .
Її південне підніжжя перетинає ділянка дороги другого класу № 62 Кюстендил — Дупниця — Самоков Державної автомобільної мережі, яка йде через Клисурську сідловину, протяжністю 8,2 км.